# کوین اورتر
کوین اورتر (انگلیسی: Kevin Huerter؛ زادهٔ ۲۷ اوت ۱۹۹۸) بازیکن بسکتبال اهل ایالات متحده آمریکا است.
وی در مسابقات کشوری و بین‌المللی در مجموع برندهٔ ۱ مدال طلا، ۱ مدال برنز شده‌است.